# Augsburger Panther
L'Augsburger Panther è una squadra professionistica di hockey su ghiaccio tedesca e partecipa alla DEL.
Ha sede ad Augusta in Baviera e gioca le partite casalinghe al Curt Frenzel Stadion.

## Rosa 2008-2009

### Portieri
- 1  Leonhard Wild
- 30  Andreas Tanzer
- 40  Dennis Endras

### Difensori
- 4  Benedikt Kohl
- 6  Thomas Gödtel
- 9  Jeff Likens
- 13  Steffen Tölzer
- 15  Paul Flache
- 20  Patrick Seifert
- 27  Jamie Hunt
- 43  Christian Chartier
- 54  Thomas Slovak

### Attaccanti
- 5  Christian Wichert
- 8  Brett Engelhardt
- 12  Rhett Gordon
- 34  Martin Schymainski
- 14  Steve Junker
- 19  Mark Murphy
- 18  Michael Kreitl
- 22  Thomas Jörg
- 23  Matt Ryan
- 28  Scott Barnery
- 46  Mathis Olimb
- 77  Ulli Maurer
- 87  Patrick Buzas

### Allenatori
Allenatore:  Larry Mitchell

Vice allenatore:  Duanne Moeser